# Edmund Nawrocki
Edmund Nawrocki (8. prosince 1841 – 17. ledna 1906) byl rakouský státní úředník a politik polské národnosti z Haliče, na konci 19. století poslanec Říšské rady.

## Biografie
Vystudoval Lvovskou univerzitu. Pak nastoupil jako konceptní praktikant na haličské místodržitelství. Roku 1887 byl jmenován okresním hejtmanem v Husjatynu. Podnikl studijní cesty do Orientu a byl znalcem východních zemí.
Byl také poslancem Říšské rady (celostátního parlamentu Předlitavska), kam usedl ve volbách do Říšské rady roku 1897 za kurii venkovských obcí v Haliči, obvod Kaluš, Dolina atd. Ve volebním období 1897–1901 se uvádí jako Edmund Nawrocki, c. k. okresní hejtman, bytem Zoločiv.
Ve volbách roku 1897 je uváděn jako oficiální polský kandidát, tedy kandidát Polského klubu.